# Struthiola dodecandra
Struthiola dodecandra är en tibastväxtart som först beskrevs av Carl von Linné, och fick sitt nu gällande namn av George Claridge Druce. Struthiola dodecandra ingår i släktet Struthiola och familjen tibastväxter. Inga underarter finns listade i Catalogue of Life.